# 라나오호

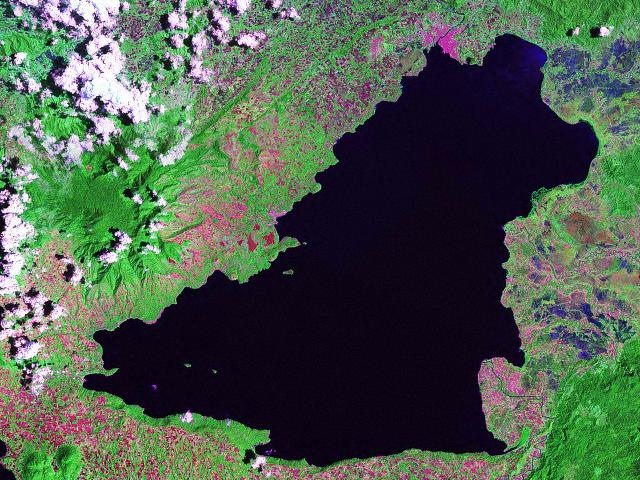
라나오호의 위성사진

라나오호(Lanao)는 필리핀 민다나오섬 서부 남라나오주에 위치한 호수이다. 면적은 340 km2, 최대 길이는 33 km, 최대 너비는 20 km이며 높이는 700 m, 평균 수심은 60.3 m, 최대 수심은 112 m, 호숫가 길이는 115 km이다.